# فرنسيس إكس. أرشيبالد
فرنسيس إكس. أرشيبالد هو سياسي أمريكي، ولد في 2 أكتوبر 1931 في ليكسينغتون في الولايات المتحدة. انتخب عضو مجلس نواب كارولاينا الجنوبية ‏.